# Coyanosa
Coyanosa ist ein zu Statistikzwecken definiertes Siedlungsgebiet (englisch Census-designated place (CDP)) im Pecos County im US-Bundesstaat Texas. Das U.S. Census Bureau hat bei der Volkszählung 2020 eine Einwohnerzahl von 155 ermittelt.

## Geographie
Coyanosa liegt im mittleren Westen von Texas, 42 Kilometer nordwestlich von Fort Stockton und 54 Kilometer südöstlich von Pecos (Texas) an der Kreuzung der Farm Roads 1776 und 1450.

## Geschichte
Ursprünglich war der Ort ein Nahversorgungszentrum für die umliegenden Ranches und verfügte zeitweise, von 1908 bis 1918, über ein eigenes Postamt. In den 1950er Jahren begann man, in der Gegend auf künstlich bewässerten Feldern Baumwolle anzubauen. Dies führte zu einem rapiden Bevölkerungsanstieg, zwischen 1958, etwa 200 Einwohner, und 1961 verdreifachte sich die Anzahl der Einwohner. Wegen der gestiegenen Ölpreise in der Mitte der 1970er Jahre rentierte sich der Anbau von Baumwolle auf künstlich bewässerten Feldern nicht mehr, und zahlreiche Farmen mussten aufgeben. Die Einwohnerzahl sank auf 270 im Jahre 1975, eine Größe, die der Ort bis Anfang der 1990er Jahre hielt. In der Volkszählung des Jahres 2000 hatte der Ort noch 138 Einwohner. Die Einwohnerzahl stieg auf 163 im Jahre 2010.